# Jadwiga Nowak
Jadwiga Nowak (ur. w Staszowie) – polska pisarka.

## Życiorys
Absolwentka filologii polskiej Uniwersytetu Jagiellońskiego w Krakowie. Jako poetka debiutowała w 1983 r. w tygodniku „Radar”. W r. 1993 jej powieść Ciężka skóra została nagrodzona w konkursie na debiut powieściowy Spółdzielni Wydawniczej „Czytelnik” (fragment opublikowany w dwutygodniku „Sycyna”). Jako autorka scenariuszy współpracowała z Instytucją Państwową „Agencja Scenariuszowa” w Warszawie. W 2001 r. pod pseudonimem Jonasz Nowak publikowała felietony w dodatku „Plus-Minus” dziennika „Rzeczpospolita”. W ostatnich latach publikuje opowiadania w „Toposie”, „Akcencie” i w miesięczniku społeczno-kulturalnym „Kraków”. W r. 2011 otrzymała stypendium twórcze Ministerstwa Kultury i Dziedzictwa Narodowego.

## Publikacje
- Posłuchaj swoich myśli, powieść, 2009. ISBN 978-83-61765-00-4
- Duchowa rzeczywistość świata, opowiadania, 2013. ISBN 978-83-61765-20-2

- Pierwszy  krok do jutra - fragment powieści Ciężka skóra. Dwutygodnik "Sycyna", Warszawa, Nr 22 (24), październik 1995 r.
- Skrzypce w górę! (jako Jonasz Nowak), "Rzeczpospolita. Plus Minus", Nr 16, 2001 r.
- Barbarzyńca w miasteczku (jako Jonasz Nowak), "Rzeczpospolita. Plus Minus", Nr 21, 2001 r.
- Rok Węża (jako Jonasz Nowak), "Rzeczpospolita. Plus Minus", Nr 27, 2001 r.
- Massaż (jako Jonasz Nowak), "Rzeczpospolita. Plus Minus, Nr 33, 2001 r.